# مسيح

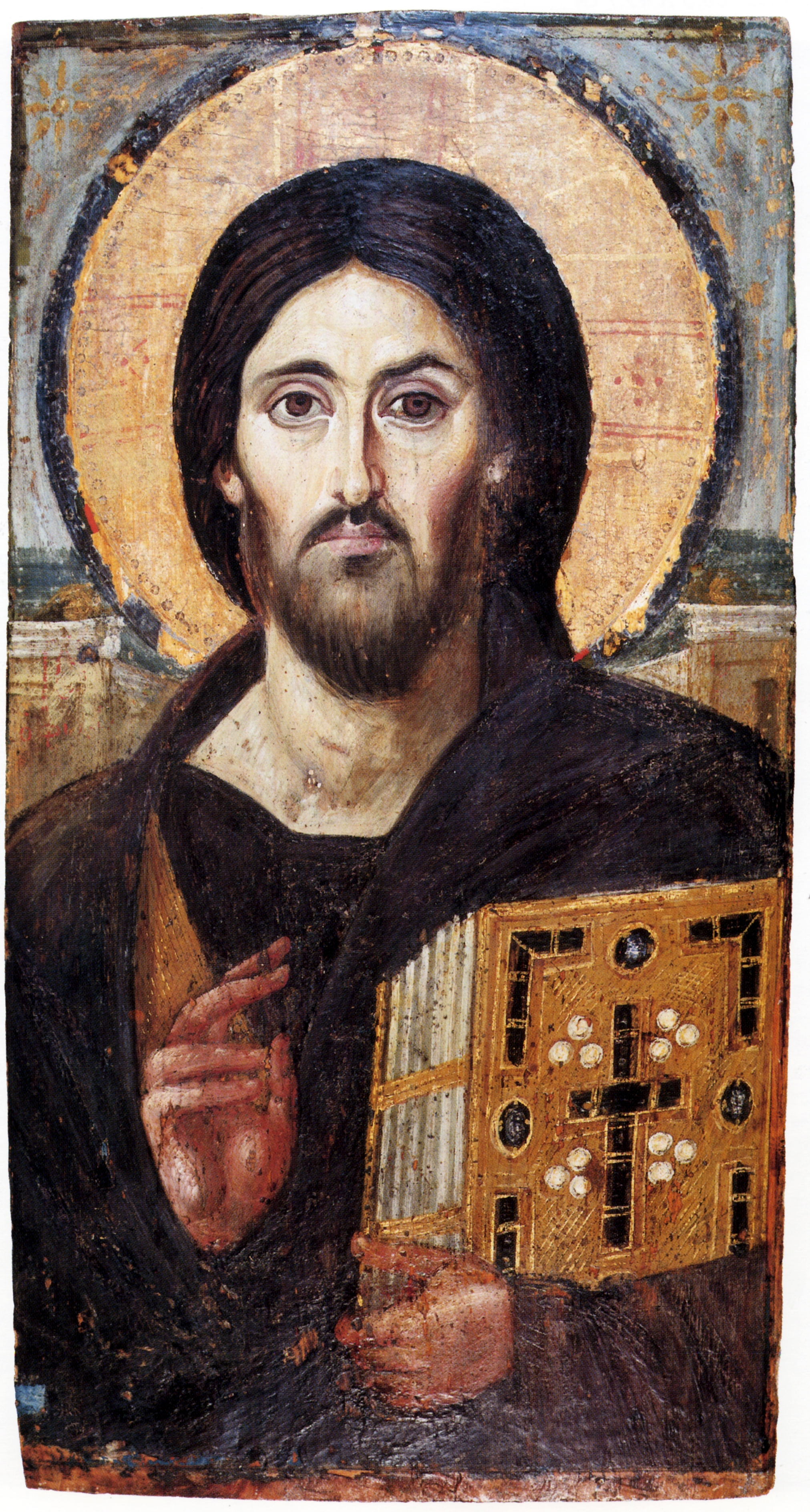
أقدم أيقونة معروفة للمسيح ضابط الكل - دير سانت كاترين. الهالة هي تمثيل للكلمات الإلهية للمسيح، وتعبيرات الوجه المختلفة على كلا الجانبين تؤكد على طبيعة المسيح المزدوجة كإلهية وإنسانية.

المَسِيح في اللغة العبرية تعني «ماشيح - מָשִׁיחַ» من الفعل «مشح» أي «مسح» ومعناها في العهد القديم «الممسوح بالدهن المقدس»، ونقلت كلمة «ماشيح» إلى اللغة اليونانية كما هي ولكن بحروف يونانية «ميسياس -Мεσσίας» ومن ثم ترجمت ترجمة فعلية «خريستوس -Хριστός» من الفعل اليوناني «خريو -chriw» أي يمسح؛ وجاءت في اللاتينية «كريستوس ـ Christos» ومنها في اللغات الأوربية "Christ"؛ وكانت عملية المسح تتم في العهد القديم بواسطة الدهن المقدس الذي كان يصنع من زيت الزيتون مضافًا إليه عددًا من الطيوب (سفر الخروج 22:30-31)، وقد ظل هذا التقليد حتى أيامنا هذه في المسيحية في سر الميرون؛ وكان الشخص أو الشيء الذي مسح يصبح مقدساً ومكرساً للرب؛ وحصر استخدامه للكهنة، الملوك والأنبياء (خروج 30:30)؛ ولهذا دعوا بمسحاء الرب (المزامير 15:105)، ومفردها «مسيح الرب» (صموئيل الثاني 1:23)، ويصفهم الله بمسحائي (أخبار الأيام الأول 22:16)؛ لكن الوحي الإلهي في أسفار العهد القديم يؤكد أن هؤلاء «المسحاء» جميعاً؛ كانوا ظلاً ورمزاً للآتي والذي دعي منذ داود فصاعداً بـ «المسيح»، وكانوا جميعاً متعلقين بمسيح المستقبل الذي سيأتي في ملء الزمان ودعاه دانيال النبي المسيح الرئيس (دانيال 24:9)، و«المسيح» و«قدوس القدوسين» (دانيال 25:9)، لأنه سيجمع في شخصه الصفات الثلاث: الكاهن والنبي والملك؛ وهذا الشخص وفق العقيدة المسيحية هو يسوع، وبينما لا تزال الديانة اليهودية تنتظر قدومه.
وأما المسيحية فيعتبرون وعد العهد القديم بظهور مخلص لبني إسرائيل قد تحقق بظهور يسوع الذي صلب ليخلص البشر من آثامهم حسب المعتقدات المسيحية. يطلق على المسيح بالإنكليزية لقب Christ (باليونانية Χριστός, أو Christos, «الشخص الممسوح بالزيت») وهي عبارة عن ترجمة حرفية لكلمة «ماشيح» أو «المسيح» استخدمت في أقدم نسخة يونانية للإنجيل وانتشرت إلى باقي اللغات الأوروبية. وحسب العقيدة المسيحية، فإن يسوع المسيح هو الله الظاهر في الجسد وعهده هو العهد الجديد والذي سينتهي بمجيئه مرة أخرى.
وفي العقيدة الإسلامية، فإن لفظ «المَسِيح» هو لقب تشريف لعيسى بن مريم الذي هو كلمة الله التي ألقاها إلى العذراء مريم، فهو عبد لله ورسوله أرسله الله إلى قومه بنفس رسالة الأنبياء نوح وإبراهيم وداود وسليمان وموسى ومحمد، ودعاهم إلى عبادة الله وحده وقال لهم «اعبدوا الله ربي وربكم» وفحاربوه ولم يؤمن منهم إلا قليل وحاولوا قتله فرفعه الله إلى السماء وسوف يعود إلى الأرض فيتبعه من يؤمنون بالله الواحد ولا يشركون معه أحدا، وقد ذُكر لفظ «المسيح» إحدى عشرة مرة في القرآن. ويجوز في اللغة أن يقال «عيسى ابنُ مريمَ المسيحُ» بتأخير لقب المسيح، وكما يجوز «المسيحُ عيسى ابنُ مريم» بتقديم لقب المسيح لأنه أشهر.